# Ranunculus revelierei
Ranunculus revelierei är en ranunkelväxtart. Ranunculus revelierei ingår i släktet ranunkler, och familjen ranunkelväxter.

## Underarter
Arten delas in i följande underarter:
- R. r. revelierei
- R. r. rodiei